# Eurypterus
Eurypterus is een geslacht van uitgestorven Eurypterida, een groep organismen die gewoonlijk zeeschorpioenen worden genoemd. Het geslacht leefde tijdens het Siluur, van ongeveer 432 tot 418 miljoen jaar geleden. Eurypterus is veruit de meest bestudeerde en bekende Eurypterida en zijn fossiele exemplaren vertegenwoordigen waarschijnlijk meer dan negentig procent van alle bekende eurypteride exemplaren. Er zijn vijftien soorten die behoren tot het geslacht Eurypterus, de meest voorkomende daarvan is Eurypterus remipes, het eerste ontdekte eurypteride-fossiel en het staatsfossiel van New York. Leden van Eurypterus hadden een gemiddelde lengte van ongeveer dertien tot drieëntwintig centimeter, maar het grootste ontdekte exemplaar was honderddertig centimeter lang. Ze bezaten allemaal stekelige aanhangsels en een grote peddel die ze gebruikten om te zwemmen. Het waren generalistische soorten, even geschikt in predatie en opruiming.

## Beschrijving
De grootste geleedpotigen die ooit hebben bestaan, waren eurypteriden. De grootste bekende soort Jaekelopterus rhenaniae bereikte een lengte tot tweehonderdvijftig centimeter, ongeveer de grootte van een krokodil. Soorten van Eurypterus waren echter veel kleiner. E. remipes zijn meestal tussen de dertien en twintig centimeter lang. E. lacustris gemiddeld bij grotere maten met een lengte van vijftien tot drieëntwintig centimeter. Het grootste exemplaar van E. remipes ooit gevonden was honderddertig centimeter lang, momenteel te zien in het Paleontological Research Institute of New York. Eurypterus-fossielen komen vaak voor in dezelfde grootte in een bepaald gebied. Dit kan een gevolg zijn van het feit dat de fossielen worden 'gesorteerd' in het Paleontological Research Institute van New York, omdat ze door stormen en golfslag in ondiep water werden afgezet. Het lichaam van Eurypterus is grofweg verdeeld in twee delen: het prosoma en het opisthosoma (op hun beurt verdeeld in het mesosoma en het metasoma).
Het prosoma is het voorste deel van het lichaam, het is eigenlijk samengesteld uit zes segmenten die zijn samengesmolten om het hoofd en de thorax te vormen. Het bevat het halfronde tot rechthoekige plaatvormige schild. Aan de dorsale zijde van deze laatste zijn twee grote halvemaanvormige samengestelde ogen. Ze bezaten ook twee kleinere, lichtgevoelige eenvoudige ogen (ocellus) nabij het midden van het schild op een kleine hoogte (bekend als de ocellarheuvel). Onder het schild bevinden zich de mond en zes aanhangsels, meestal aangeduid met Romeinse cijfers I-VI. Elk aanhangsel bestaat op zijn beurt uit negen segmenten (bekend als podomeren), gelabeld in Arabische cijfers 1-9. De eerste segmenten die de aanhangsels verbinden met het lichaam staan bekend als de coxa (meervoud coxae).
Het eerste paar (aanhangsel I) zijn de chelicerae, kleine tangachtige armen die worden gebruikt om voedsel uit elkaar te scheuren tijdens het voeren. Na de chelicerae zijn er drie paar korte benen (aanhangsels II, III en IV). Ze zijn spiniferous, met voornamelijk twee stekels op elke podomere en met het bovenste segment met een enkele stekel. De laatste twee segmenten zijn vaak niet van elkaar te onderscheiden en geven het uiterlijk van een enkel segment met drie stekels. Ze worden zowel gebruikt om te lopen als voor het vangen van voedsel. Het volgende paar (appendage V) is het meest beenachtige van alle aanhangsels, langer dan de eerste drie paren en zijn meestal ongewerveld, behalve op de bovenste segmenten. Het laatste paar (aanhangsel VI) zijn twee brede peddelachtige poten die worden gebruikt om te zwemmen. De coxae van appendage VI zijn breed en plat en lijken op een 'oor'. Het ophisthosoma (de buik) bestaat uit twaalf segmenten, elk bestaande uit een versmolten bovenplaat (tergiet) en bodemplaat (sterniet). Het is verder op twee manieren onderverdeeld.
Op basis van de breedte en structuur van elk segment kunnen ze worden verdeeld in het brede preabdomen (segmenten een tot zeven) en het smalle postabdomen (segmenten acht tot twaalf). Het preabdomen bestaat uit de bredere segmenten van het voorste deel van het ophisthosoma, terwijl het postabdomen bestaat uit de laatste vijf segmenten van het Eurypterus-lichaam. Elk van de segmenten van het postabdomen bevat zijdelings afgeplatte uitsteeksels die bekend staan als de epimera, met uitzondering van het laatste naaldachtige (stiliforme) segment dat bekend staat als het telson (de staart). Het segment onmiddellijk voorafgaand aan het telson (dat ook de grootste epimera van het postabdomen heeft) staat bekend als het pretelson.
Een alternatieve manier om het ophisthosoma te verdelen is door functie. Het kan ook worden verdeeld in het mesosoom (segmenten een tot zes) en het metasoom (segmenten zeven tot twaalf). Het mesosoom bevat de kieuwen en voortplantingsorganen van Eurypterus. De ventrale segmenten worden bedekt door aanhangsel-afgeleide platen bekend als bladvoeten. Beschermd waarbinnen zich de vertakkingskamers bevinden die de ademhalingsorganen van Eurypterus bevatten. Het metasoma bezit daarentegen geen bladvoeten. Sommige auteurs gebruiken mesosoom en preabdomen ten onrechte onderling uitwisselbaar, zoals bij metasoma en postabdomen.
De belangrijkste ademhalingsorganen van Eurypterus waren boekkieuwen, gelokaliseerd in vertakkingskamers binnen de segmenten van het mesosoom. Ze zijn mogelijk gebruikt voor onderwaterademhaling. Ze zijn samengesteld uit verschillende lagen dun weefsel die zo zijn gestapeld dat ze op de pagina's van een boek lijken, vandaar de naam. Bovendien bezaten ze ook vijf paar ovale gebieden bedekt met microscopische uitsteeksels op het plafond van de tweede vertakkingskamers in het mesosoma, direct onder de kieuwkanalen. Deze gebieden staan bekend als kieuwkanalen. Ze zijn uniek voor eurypteriden.
Eurypterus is seksueel dimorf. Aan de onderkant van de eerste twee segmenten van het mesosoom bevinden zich centrale aanhangsels die worden gebruikt voor reproductie. Bij vrouwtjes zijn ze lang en smal. Bij de mannetjes zijn ze erg kort. Een minderheid van auteurs veronderstelt echter het omgekeerde: langer genitaal aanhangsel voor mannen, korter voor vrouwen. Het exoskelet van Eurypterus is vaak bedekt met kleine uitlopers die bekend staan als versieringen. Ze omvatten pustules (kleine uitsteeksels), schubben en strepen. Ze variëren per soort en worden gebruikt voor identificatie. Zie secties hieronder voor meer gedetailleerde diagnostische beschrijvingen van elke soort onder Eurypterus.

## Verspreiding en geologische tijdsbestek
Leden van Eurypterus bestonden voor een relatief korte tijd, maar ze zijn de meest voorkomende eurypteriden die vandaag worden gevonden. Ze floreerden tussen het Late Llandovery-tijdperk (ongeveer 432 miljoen jaar geleden) tot ergens tijdens het Přídolí-tijdperk (418,1 miljoen jaar geleden) van de Siluurse periode. Een overspanning van slechts ongeveer 10 tot 14 miljoen jaar. Tijdens deze periode waren de landmassa's meestal beperkt tot het zuidelijk halfrond van de aarde, met het supercontinent Gondwana langs de zuidpool. De evenaar had drie continenten (Avalonia, Baltica en Laurentia) die langzaam samen dreven om het tweede supercontinent van Laurussia te vormen (ook bekend als Euramerica, niet te verwarren met Laurasia).
Aangenomen werd dat de voorouders van Eurypterus afkomstig waren van Baltica (Oost-Laurussia, moderne West-Eurazië) op basis van de vroegst geregistreerde fossielen. Tijdens het Siluur, verspreidden ze zich naar Laurentia (westelijk Laurussia, modern Noord-Amerika) toen de twee continenten op elkaar botsten. Ze koloniseerden het continent snel als invasieve soorten en werden de meest dominante eurypteride in de regio. Dit verklaart waarom ze tegenwoordig de meest voorkomende soort eurypteriden zijn. Eurypterus (en andere leden van Eurypteroidea) waren echter niet in staat om enorme uitgestrekte oceanen te doorkruisen tussen de twee supercontinenten tijdens het Siluur. Hun bereik was dus beperkt tot de kustlijnen en de grote, ondiepe en hypersaline binnenzeeën van Laurussia. Ze zijn nu alleen bekend van fossielen uit Noord-Amerika, Europa en Noordwest-Azië, cratons die de voormalige componenten van Laurussia waren. Hoewel drie soorten Eurypterus in 1957 naar verluidt in China zijn ontdekt, zijn er geen aanwijzingen dat ze tot het geslacht behoren (of dat ze überhaupt zelfs eurypteriden waren). Geen andere sporen van Eurypterus in moderne continenten uit Gondwana zijn momenteel bekend.
Eurypterus zijn veel voorkomende fossielen in hun gebieden van voorkomen, miljoenen exemplaren zijn mogelijk in een bepaald gebied, hoewel toegang tot de rotsformaties moeilijk kan zijn. De meeste fossiele eurypteriden zijn het onsamenhangend afgeworpen exoskeleton (bekend als exuviae) van individuen na vervelling (ecdysis). Sommige zijn compleet, maar zijn waarschijnlijk ook exuviae. Fossielen van de feitelijke overblijfselen van eurypteriden (d.w.z. hun karkassen) zijn relatief zeldzaam. Fossiele eurypteriden worden vaak afgezet in karakteristieke zwaden, waarschijnlijk een gevolg van golf- en windwerking.

## Paleontologie en paleo-ecologie
Eurypterus behoort tot de suborde Eurypterina, eurypteriden waarbij het zesde aanhangsel een brede zwempeddel had ontwikkeld die opmerkelijk vergelijkbaar was met die van de hedendaagse zwemkrab. Modelstudies over het zwemgedrag van Eurypterus suggereren dat ze gebruik maakten van een op roeien gebaseerd roeitype waarbij aanhangsels synchroon bewogen in bijna horizontale vlakken. De schoepen van de peddel zijn bijna verticaal georiënteerd op de achterwaartse en neerwaartse slag, waarbij het dier naar voren wordt geduwd en omhoog wordt getild. De bladen worden vervolgens horizontaal georiënteerd op de herstelslag om door het water te snijden zonder het dier terug te duwen. Dit type zwemmen wordt tentoongesteld door krabben en waterkevers.
Een alternatieve hypothese voor het zwemgedrag van Eurypterus is dat individuen in staat waren om onder water te zweven, waarbij de bochtige bewegingen en vorm van de peddels, die zelfs fungeren als draagvleugelboten, voldoende zijn om lift te genereren. Dit type is vergelijkbaar met dat gevondene bij zeeschildpadden en zeeleeuwen. Het heeft een relatief langzamere versnelling dan het roeitype, vooral omdat volwassenen verhoudingsgewijs kleinere peddels hebben dan jonge dieren. Maar omdat de grotere maten van volwassenen een hogere weerstandscoëfficiënt betekenen, is het gebruik van dit type aandrijving energie-efficiënter. Jeugd zwom waarschijnlijk met het roeitype, de snelle versnelling van deze voortstuwing is meer geschikt voor snel ontsnappende roofdieren. Een kleine Eurypterus van 16,5 centimeter kan onmiddellijk tweeënhalve lichaamslengte per seconde bereiken. Grotere volwassenen zwommen ondertussen waarschijnlijk met het type onder water. De maximale snelheid van volwassenen tijdens het verplaatsen zou drie tot vier meter per seconde zijn geweest, iets sneller dan schildpadden en zeeotters.
Trace fossiel bewijs geeft aan dat Eurypterus een roeislag maakte in de nabijheid van de zeebodem. Arcuites bertiensis is een ichnosoort met een paar halvemaanvormige indrukken en een korte mediale weerstand en is gevonden in de bovenste Silurische eurypteride Lagerstätte in Ontario en Pennsylvania. Dit sporenfossiel lijkt erg op sporen die zijn gemaakt door moderne zwemmende insecten die roeien, zoals watersporters, en wordt beschouwd als gemaakt door jonge tot volwassen eurypteriden tijdens het zwemmen in zeer ondiepe littorale mariene omgevingen. De morfologie van A. bertiensis suggereert dat Eurypterus de mogelijkheid had om zijn zwevende aanhangsels in zowel het horizontale als verticale vlak te verplaatsen.
Eurypterus zwom niet om te jagen, maar zwom gewoon om snel van de ene voedingsplaats naar de andere te gaan. Meestal liepen ze op het substraat met hun benen (inclusief hun zwembeen). Het waren generalistische soorten, even geschikt in predatie of opruiming. Ze jaagden op kleine ongewervelde dieren met zachte lichamen zoals wormen. Ze gebruikten de massa stekels op hun voorste aanhangsels om ze zowel te doden als vast te houden terwijl ze hun chelicerae gebruikten om stukken af te rukken die klein genoeg waren om te slikken. Jongeren kunnen ook door volwassenen ten prooi zijn gevallen aan kannibalisme.
Eurypterus waren waarschijnlijk zeedieren, omdat hun overblijfselen meestal worden gevonden in ondiepe intertidale omgevingen. De concentraties van Eurypterus-fossielen op bepaalde locaties zijn geïnterpreteerd als een gevolg van massaparing- en ruigedrag. Jeugd had waarschijnlijk in hypersaline omgevingen nabij de kust gewoond, veiliger voor roofdieren en naar diepere wateren verplaatst, naarmate ze ouder en groter werden. Volwassenen die geslachtsrijp werden, migreerden vervolgens massaal naar kustgebieden om te paren, eieren te leggen en te vervellen, activiteiten die hen kwetsbaarder zouden hebben gemaakt voor roofdieren. Dit zou ook kunnen verklaren waarom de overgrote meerderheid van de fossielen die op dergelijke locaties worden gevonden, verveld zijn en niet van echte dieren. Hetzelfde gedrag is te zien bij moderne hoefijzerkrabben.
Ademhaling
Onderzoek van de luchtwegen van Eurypterus heeft veel paleontologen ertoe gebracht te concluderen dat het in staat was om lucht in te ademen en over een korte tijd op het land te lopen. Eurypterus had twee soorten ademhalingssystemen. De belangrijkste organen voor ademhaling waren de boekkieuwen in de segmenten van het mesosoom. Deze structuren werden ondersteund door halfronde 'ribben' en waren waarschijnlijk bevestigd in de buurt van het midden van het lichaam, vergelijkbaar met de kieuwen van moderne hoefijzerkrabben. Ze werden beschermd door plaatachtige aanhangsels (die eigenlijk de schijnbare 'buik' van Eurypterus vormden), bekend als bladvoeten. Deze kieuwen hebben mogelijk ook een rol gespeeld bij osmoregulatie.
Het tweede systeem zijn de kieuwplaten, ook wel kieuwtrajecten genoemd. Deze ovale gebieden zijn binnen de lichaamswand van het voorbeen. Hun oppervlakken zijn bedekt met talloze kleine stekels gerangschikt in zeshoekige 'rozetten'. Deze gebieden waren gevasculariseerd, vandaar de conclusie dat het secundaire ademhalingsorganen waren. De functie van de boekkieuwen wordt meestal geïnterpreteerd als voor waterademhaling, terwijl de kieuwplaten aanvullend zijn voor tijdelijke ademhaling op land. Sommige auteurs hebben echter betoogd dat de twee systemen alleen geen organisme ter grootte van Eurypterus hadden kunnen ondersteunen. Beide structuren kunnen eigenlijk zijn geweest voor het ademen van lucht en de echte kieuwen (voor onderwaterademhaling) van Eurypterus en moeten nog worden ontdekt. Eurypterus was echter ongetwijfeld vooral aquatisch.
Ontwikkelingsfysiologie
Juveniele Eurypterus verschilde op verschillende manieren van volwassenen. Hun carapaces waren smaller en langer (parabolisch) in tegenstelling tot de trapeziumvormige carapaces van volwassenen. De ogen waren bijna zijdelings uitgelijnd, maar bewogen tijdens de groei naar een meer voorste locatie. De preabdomen verlengden ook, waardoor de totale lengte van het ophisthosoma werd vergroot. De zwemmende benen werden ook smaller en de telsons korter en breder (hoewel in E. tetragonophthalmus en E. henningsmoeni de telsons veranderden van hoekig bij juvenielen naar groter en meer afgerond bij volwassenen). Al deze veranderingen worden verondersteld een gevolg te zijn van de ademhalings- en reproductieve behoeften van volwassenen.

## Vondsten
Het eerste fossiel van Eurypterus werd in 1818 gevonden door de fossielenverzamelaar S. L. Mitchill. Het werd teruggevonden in de Bertie-formatie van New York (nabij Westmoreland (New York), Oneida County). Mitchill interpreteerde de aanhangsels op het rugschild als barbelen, die uit de mond kwamen. Bijgevolg identificeerde hij het fossiel als een meerval van het geslacht Silurus.
Het was pas na zeven jaar in 1825, dat de Amerikaanse zoöloog James Ellsworth De Kay het fossiel correct identificeerde als een geleedpotige. Hij noemde het Eurypterus remipes en vestigde het geslacht Eurypterus in het proces. De naam betekent 'brede vleugel' of 'brede peddel', verwijzend naar de zwembenen, uit het Grieks εὐρύς (eurús, breed) en πτερόν (pteron, vleugel).
De Kay dacht echter dat Eurypterus een branchiopoda was (een groep schaaldieren met pekelkreeftjes en watervlooien). Kort daarna werd Eurypterus lacustris in 1835 ook ontdekt in New York door de paleontoloog Richard Harlan. Een andere soort werd in 1858 in Estland ontdekt door Jan Nieszkowski. Hij beschouwde het als van dezelfde soort als de eerste ontdekking (E. remipes). Het is nu bekend als Eurypterus tetragonophthalmus. Deze exemplaren uit Estland zijn vaak van buitengewone kwaliteit, met behoud van de daadwerkelijke opperhuid van hun exoskeletten. In 1898 scheidde de Zweedse paleontoloog Gerhard Holm deze fossielen van het gesteente met zuren. Holm kon toen de bijna perfect bewaarde fragmenten onder een microscoop onderzoeken. Zijn opmerkelijke studie leidde tot de moderne doorbraak van eurypteride morfologie.
Meer fossielen werden in grote hoeveelheden teruggevonden in New York in de 19e eeuw en elders in Oost-Eurazië en Noord-Amerika. Tegenwoordig blijft Eurypterus een van de meest voorkomende en meest bekende eurypteride geslachten, bestaande uit meer dan vijfennegentig procent van alle bekende eurypteride fossielen.

## Classificatie
Het geslacht Eurypterus behoort tot de familie Eurypteridae. Ze zijn geclassificeerd onder de superfamilie Eurypteroidea, suborde Eurypterina, orde Eurypterida en het subphylum Chelicerata. Tot voor kort werd gedacht dat eurypteriden samen met de orde Xiphosura tot de klasse Merostomata behoorden. Er wordt nu aangenomen dat eurypteriden een zustergroep zijn van de Arachnida, dichter bij schorpioenen en spinnen dan bij hoefijzerkrabben. Eurypterus was het eerste erkende taxon van eurypteriden en is het meest voorkomende. Bijgevolg werd bijna elke op afstand vergelijkbare eurypteride in de 19e eeuw geclassificeerd onder het geslacht (behalve de onderscheidende leden van de familie Pterygotidae en Stylonuridae). Het geslacht werd uiteindelijk opgesplitst in verschillende geslachten naarmate de taxonomiewetenschap zich ontwikkelde.
In 1958 werden verschillende soorten, te onderscheiden door dichterbij geplaatste ogen en stekels op hun zwembenen, afgesplitst in het afzonderlijke geslacht Erieopterus van Erik Kjellesvig-Waering. Een andere splitsing werd voorgesteld door Lief Størmer in 1973 toen hij een aantal Eurypterus herclassificeerde in Baltoeurypterus op basis van de grootte van enkele van de laatste segmenten van hun zwembenen. O. Erik Tetlie vond deze verschillen in 2006 te onbeduidend om een afzonderlijk geslacht te rechtvaardigen. Hij plaatste Baltoeurypterus terug in Eurypterus. Er wordt nu aangenomen dat de kleine variaties die Størmer beschrijft eenvoudigweg de verschillen zijn die worden gevonden bij volwassenen en jonge dieren binnen een soort.

## Soorten
Eurypterus De Kay, 1825
- ?Eurypterus cephalaspis Salter, 1856 – Siluur, Engeland

Onzekere plaatsing. Slechts drie van de in 1856 beschreven exemplaren zijn waarschijnlijk Eurypterus, de rest was waarschijnlijk van Hughmilleriidae. De naam betekent 'schildkop', uit het Grieks  κεφαλή ( kephalē , head), en  ἀσπίς ( aspis , schild of kom) . Specimens hersteld van Herefordshire, Engeland.
- Eurypterus dekayi Hall, 1859 – Siluur, Verenigde Staten & Canada

Geen verhoogde schubben op de achterste rand van het schild of van de drie meest tergites. De rest van de tergites hebben elk vier verhoogde schalen. Vier tot zes stekels op elke podomere van aanhangsels III en IV.  Het pretelson heeft grote, afgeronde epimera zonder versiering in de marges. De soort lijkt erg op E. laculatus. De soort is vernoemd naar James Ellsworth De Kay. Specimens hersteld door  New York en Ontario.
- Eurypterus flintstonensis Swartz, 1923 – Siluur, Verenigde Staten

Waarschijnlijk een synoniem van E. remipes of E. lacustris. Waarschijnlijk vernoemd naar Flintstone, Georgia (?). Specimen hersteld uit oostelijke Verenigde Staten.
- Eurypterus hankeni Tetlie, 2006 – Siluur, Noorwegen

Kleine Eurypterus soort, met een gemiddelde lengte van tien tot vijftien centimeter. Het grootste gevonden exemplaar is ongeveer twintig tot vijfentwintig centimeter lang. Ze kunnen worden onderscheiden door knobbels en zes schalen aan de achterkant van hun schild. Bijlagen I tot IV hebben twee stekels op elke podomere. Het postabdomen hebben kleine epimera. Het pretelson heeft lange puntige epimera. Het telson heeft strepen in de buurt van zijn aanhechting aan het pretelson. De soort is vernoemd naar de Noorse paleontoloog Nils-Martin Hanken van de Universiteit van Tromsø. Gevonden in de Steinsfjorden-formatie van  Ringerike, Noorwegen.
- Eurypterus henningsmoeni Tetlie, 2002 – Siluur, Noorwegen

Eurypterus met brede peddels en metastoma. Postabdomen heeft kleine epimera. Het pretelson heeft grote afgeronde epimera met overlappende schubben (overlappend, vergelijkbaar met vissenschubben). Het is zeer vergelijkbaar en nauw verwant aan E. tetragonophthalmus. De soort is vernoemd naar de Noorse paleontoloog Gunnar Henningsmoen. Gevonden in Bærum, Noorwegen.
- Eurypterus laculatus Kjellesvig-Waering, 1958 – Siluur, Verenigde Staten & Canada

Het visuele gebied van de samengestelde ogen van deze soort is omgeven door depressies. De ocelli en de ocellarheuvel zijn klein. Geen puisten of verhoogde schubben op het schild of de eerste tergite. Het is waarschijnlijk nauw verwant aan E. dekayi. De specifieke naam betekent "vierhoekig", van het Latijnse "laculatus" (vierhoekig of geruit). Gevonden in New York en Ontario.
- Eurypterus lacustris Harlan, 1834 – Siluur, Verenigde Staten & Canada

= Eurypterus pachycheirus  Hall, 1859 – Siluur, Verenigde Staten & Canada
= Eurypterus robustus Hall, 1859 – Siluur, Verenigde Staten & Canada
Een van de twee meest voorkomende Eurypterus fossielen gevonden. Het lijkt erg op E. remipes en vaak op dezelfde plaatsen gevonden, maar de ogen zijn op een meer posterieure positie op het schild van E. lacustris geplaatst. Het is ook iets groter met een iets smallere metastoom. De status als een afzonderlijke soort werd ooit betwist vóór diagnostische analyse door Tollerton in 1993. De specifieke naam betekent "van een meer", van het Latijnse "lacus" (meer). Gevonden in New York en Ontario.
- Eurypterus leopoldi Tetlie, 2006 – Siluur, Canada

Voorste tergiet is verminderd. Metasoma is rombiovaat in een vorm met tandachtige uitsteeksels aan het voorste deel. Het pretelson heeft gekartelde randen. De epimera zijn groot, semi-hoekig met hoekige strepen. Het telson is stijlvormig met grote hoekige strepen, afgewisseld met kleinere, meer verschillende strepen. De soort is vernoemd naar Port Leopold en de Leopold Formation waar ze werden verzameld. Gevonden in de Leopold-formatie van  Somerset Island, Canada.
- Eurypterus megalops Clarke & Ruedemann, 1912 – Siluur, Verenigde Staten

Specifieke naam betekent "groot oog", uit het Grieks  μέγας ( megas , groot of groot) en  ὤψ ( ōps , oog). Ontdekt in  New York, Verenigde Staten.
- ?Eurypterus minor Laurie, 1899 – Siluur, Schotland

Kleine Eurypterus met grote puisten op het schild en de buik. Beschikt niet over de schaalversiering gevonden in andere soorten van Eurypterus. Het is de vroegst bekende soort van Eurypterus. Ze hebben grote palpebrale lobben (een deel van de 'wangen' van het schild naast de samengestelde ogen), waardoor het gemakkelijk is om hun ogen te verwarren met hun ovaliteit. Deze vergroting is typerend voor het geslacht  Dolichopterus  en het kan zelfs behoren tot Dolichopteridae. De specifieke naam betekent "kleiner", van Latin minor. Gevonden in de Reservoir Formation van Pentland Hills, Schotland.
- Eurypterus ornatus Leutze, 1958 – Siluur, Verenigde Staten

Versiering van knobbels op het gehele oppervlak van het schild en ten minste het eerste tergiet. Heeft geen verhoogde schalen. De specifieke naam betekent 'versierd', uit het Latijn  ōrnātus  (versierd, versierd). Hersteld van  Fayette, Ohio.
- Eurypterus pittsfordensis Sarle, 1903 – Siluur, Verenigde Staten

De achterste rand van het schild heeft drie verhoogde schalen. Bijlagen II tot IV hebben twee stekels per podomere. De metastoma is ruitvormig met een diepe inkeping aan de voorkant. Het postabdomen heeft gekartelde franjes in het midden met kleine hoekige epimera aan de zijkanten. Het pretelson heeft grote, halfronde epimera met hoekige strepen op de randen. Het telson is stijlvormig met dunne hoekige strepen op de randen. De naam van de soort komt van zijn plaats van ontdekking - de Salina leisteen formaties van  Pittsford, New York.
- Eurypterus quebecensis Kjellesvig-Waering, 1958 – Siluur, Canada

Heeft zes verhoogde schubben op de achterste rand van het schild, maar bezit geen pustule versiering. Het is vernoemd naar de locatie waar het werd hersteld - Quebec, Canada.
- Eurypterus remipes DeKay, 1825 – Siluur, Verenigde Staten, Canada

= Carcinosoma trigona (Ruedemann, 1916) – Siluur, Verenigde Staten
De meest voorkomende Eurypterus soort. Heeft vier verhoogde schubben aan de achterste rand van het schild. Bijlagen I tot IV hebben twee stekels op elke podomere. Postabdomen heeft kleine epimera. Het pretelson heeft een kleine, halfronde epimera met onversneden schaalversiering op de randen. Het telson heeft over het grootste deel van zijn lengte gekartelde randen. Het lijkt erg op E. lacustris en kan vaak alleen worden onderscheiden door de positie van de ogen. De specifieke naam betekent 'roeispaan', van Latijn rēmus (roeispaan) en pes (voet). Gevonden in New York en Ontario.
- Eurypterus serratus  (Jones & Woodward, 1888) – Siluur, Zweden

Vergelijkbaar met E. pittsfordensis en E. leopoldi maar kan worden onderscheiden door de dichte hoekige strepen op hun styliform telson. De specifieke naam betekent 'gekarteld', uit het Latijn  serrātus  (gezaagd [in stukken]). Oorspronkelijk ontdekt uit Gotland, Zweden.
- Eurypterus tetragonophthalmus Fischer, 1839 – Siluur, Oekraïne & Estland

= Eurypterus fischeri Eichwald, 1854 – Sluur, Oekraïne
= Eurypterus fischeri  var. rectangularis Schmidt, 1883 – Siluur, Estland
Vier verhoogde schalen op de achterste rand van de carapax. Bijlagen II tot IV hebben elk twee stekels op elke podomere. Postabdomen heeft kleine epimera. Het pretelson heeft grote, afgeronde epimera met onversneden schaalversiering aan de randen. Het telson heeft schimmige schaalversieringen aan de randen van de basis die kartelingen naar de punt worden. Vermoedelijke mannelijke individuen van E. tetragonophthalmus bezit een onderscheidende kromzwaard -vormige lob op aanhangsel II. Deze lobben zijn aanwezig op aanhangsel III op andere soorten, waardoor E. tetragonophthalmus gemakkelijk te herkennen. De specifieke naam betekent "vierkantig oog", uit het Grieks  τέσσαρες (tessares, vier),  γωνία (gōnia, hoek) en  ὀφθαλμός (ophthalmos, oog). Gevonden in de  Rootsiküla-formatie van (Saaremaa Ösel), Estland met aanvullende ontdekkingen in Oekraïne, Noorwegen en mogelijk Moldavië en Roemenië. De lijst bevat niet het grote aantal fossielen dat eerder was geclassificeerd onder Eurypterus. De meeste van hen zijn nu opnieuw geclassificeerd naar andere geslachten, geïdentificeerd als andere dieren (zoals schaaldier s) of pseudofossielen, of overblijfselen van twijfelachtige plaatsing. Classificatie is gebaseerd op Dunlop et al. (2011).

## Fylogenie
Het geslacht Eurypterus is afgeleid van E. minor, de oudste bekende soort uit de Llandovery van Schotland. Er wordt aangenomen dat E. minor ergens in de Llandovery is afgeweken van Dolichopterus macrocheirus. Het volgende is de fylogenetische boom van Eurypterus, gebaseerd op fylogenetische studies door O. Erik Tetlie in 2006. Sommige soorten zijn niet vertegenwoordigd.
|  | Eurypterus pittsfordensis |
|  |                           |
|  | Eurypterus leopoldi       |
|  |                           |
|  | Eurypterus serratus       |
|  |                           |

|  | Eurypterus remipes   |
|  |                      |
|  | Eurypterus lacustris |
|  |                      |

|  | Eurypterus henningsmoeni      |
|  |                               |
|  | Eurypterus tetragonophthalmus |
|  |                               |

|  | Eurypterus remipes   |
|  |                      |
|  | Eurypterus lacustris |
|  |                      |

|  | Eurypterus henningsmoeni      |
|  |                               |
|  | Eurypterus tetragonophthalmus |
|  |                               |

|  | Eurypterus pittsfordensis |
|  |                           |
|  | Eurypterus leopoldi       |
|  |                           |
|  | Eurypterus serratus       |
|  |                           |

|  | Eurypterus remipes   |
|  |                      |
|  | Eurypterus lacustris |
|  |                      |

|  | Eurypterus henningsmoeni      |
|  |                               |
|  | Eurypterus tetragonophthalmus |
|  |                               |

|  | Eurypterus remipes   |
|  |                      |
|  | Eurypterus lacustris |
|  |                      |

|  | Eurypterus henningsmoeni      |
|  |                               |
|  | Eurypterus tetragonophthalmus |
|  |                               |

|  | Eurypterus pittsfordensis |
|  |                           |
|  | Eurypterus leopoldi       |
|  |                           |
|  | Eurypterus serratus       |
|  |                           |

|  | Eurypterus remipes   |
|  |                      |
|  | Eurypterus lacustris |
|  |                      |

|  | Eurypterus henningsmoeni      |
|  |                               |
|  | Eurypterus tetragonophthalmus |
|  |                               |

|  | Eurypterus remipes   |
|  |                      |
|  | Eurypterus lacustris |
|  |                      |

|  | Eurypterus henningsmoeni      |
|  |                               |
|  | Eurypterus tetragonophthalmus |
|  |                               |

|  | Eurypterus pittsfordensis |
|  |                           |
|  | Eurypterus leopoldi       |
|  |                           |
|  | Eurypterus serratus       |
|  |                           |

|  | Eurypterus remipes   |
|  |                      |
|  | Eurypterus lacustris |
|  |                      |

|  | Eurypterus henningsmoeni      |
|  |                               |
|  | Eurypterus tetragonophthalmus |
|  |                               |

|  | Eurypterus remipes   |
|  |                      |
|  | Eurypterus lacustris |
|  |                      |

|  | Eurypterus henningsmoeni      |
|  |                               |
|  | Eurypterus tetragonophthalmus |
|  |                               |

|  | Eurypterus pittsfordensis |
|  |                           |
|  | Eurypterus leopoldi       |
|  |                           |
|  | Eurypterus serratus       |
|  |                           |

|  | Eurypterus remipes   |
|  |                      |
|  | Eurypterus lacustris |
|  |                      |

|  | Eurypterus henningsmoeni      |
|  |                               |
|  | Eurypterus tetragonophthalmus |
|  |                               |

|  | Eurypterus remipes   |
|  |                      |
|  | Eurypterus lacustris |
|  |                      |

|  | Eurypterus henningsmoeni      |
|  |                               |
|  | Eurypterus tetragonophthalmus |
|  |                               |

|  | Eurypterus pittsfordensis |
|  |                           |
|  | Eurypterus leopoldi       |
|  |                           |
|  | Eurypterus serratus       |
|  |                           |

|  | Eurypterus remipes   |
|  |                      |
|  | Eurypterus lacustris |
|  |                      |

|  | Eurypterus henningsmoeni      |
|  |                               |
|  | Eurypterus tetragonophthalmus |
|  |                               |

|  | Eurypterus remipes   |
|  |                      |
|  | Eurypterus lacustris |
|  |                      |

|  | Eurypterus henningsmoeni      |
|  |                               |
|  | Eurypterus tetragonophthalmus |
|  |                               |

|  | Eurypterus pittsfordensis |
|  |                           |
|  | Eurypterus leopoldi       |
|  |                           |
|  | Eurypterus serratus       |
|  |                           |

|  | Eurypterus remipes   |
|  |                      |
|  | Eurypterus lacustris |
|  |                      |

|  | Eurypterus henningsmoeni      |
|  |                               |
|  | Eurypterus tetragonophthalmus |
|  |                               |

|  | Eurypterus remipes   |
|  |                      |
|  | Eurypterus lacustris |
|  |                      |

|  | Eurypterus henningsmoeni      |
|  |                               |
|  | Eurypterus tetragonophthalmus |
|  |                               |

|  | Eurypterus pittsfordensis |
|  |                           |
|  | Eurypterus leopoldi       |
|  |                           |
|  | Eurypterus serratus       |
|  |                           |

|  | Eurypterus remipes   |
|  |                      |
|  | Eurypterus lacustris |
|  |                      |

|  | Eurypterus henningsmoeni      |
|  |                               |
|  | Eurypterus tetragonophthalmus |
|  |                               |

|  | Eurypterus remipes   |
|  |                      |
|  | Eurypterus lacustris |
|  |                      |

|  | Eurypterus henningsmoeni      |
|  |                               |
|  | Eurypterus tetragonophthalmus |
|  |                               |

|  | Eurypterus pittsfordensis |
|  |                           |
|  | Eurypterus leopoldi       |
|  |                           |
|  | Eurypterus serratus       |
|  |                           |

|  | Eurypterus remipes   |
|  |                      |
|  | Eurypterus lacustris |
|  |                      |

|  | Eurypterus henningsmoeni      |
|  |                               |
|  | Eurypterus tetragonophthalmus |
|  |                               |

|  | Eurypterus remipes   |
|  |                      |
|  | Eurypterus lacustris |
|  |                      |

|  | Eurypterus henningsmoeni      |
|  |                               |
|  | Eurypterus tetragonophthalmus |
|  |                               |

|  | Eurypterus pittsfordensis |
|  |                           |
|  | Eurypterus leopoldi       |
|  |                           |
|  | Eurypterus serratus       |
|  |                           |

|  | Eurypterus remipes   |
|  |                      |
|  | Eurypterus lacustris |
|  |                      |

|  | Eurypterus henningsmoeni      |
|  |                               |
|  | Eurypterus tetragonophthalmus |
|  |                               |

|  | Eurypterus remipes   |
|  |                      |
|  | Eurypterus lacustris |
|  |                      |

|  | Eurypterus henningsmoeni      |
|  |                               |
|  | Eurypterus tetragonophthalmus |
|  |                               |

|  | Eurypterus pittsfordensis |
|  |                           |
|  | Eurypterus leopoldi       |
|  |                           |
|  | Eurypterus serratus       |
|  |                           |

|  | Eurypterus remipes   |
|  |                      |
|  | Eurypterus lacustris |
|  |                      |

|  | Eurypterus henningsmoeni      |
|  |                               |
|  | Eurypterus tetragonophthalmus |
|  |                               |

|  | Eurypterus remipes   |
|  |                      |
|  | Eurypterus lacustris |
|  |                      |

|  | Eurypterus henningsmoeni      |
|  |                               |
|  | Eurypterus tetragonophthalmus |
|  |                               |

|  | Eurypterus pittsfordensis |
|  |                           |
|  | Eurypterus leopoldi       |
|  |                           |
|  | Eurypterus serratus       |
|  |                           |

|  | Eurypterus remipes   |
|  |                      |
|  | Eurypterus lacustris |
|  |                      |

|  | Eurypterus henningsmoeni      |
|  |                               |
|  | Eurypterus tetragonophthalmus |
|  |                               |

|  | Eurypterus remipes   |
|  |                      |
|  | Eurypterus lacustris |
|  |                      |

|  | Eurypterus henningsmoeni      |
|  |                               |
|  | Eurypterus tetragonophthalmus |
|  |                               |

|  | Eurypterus pittsfordensis |
|  |                           |
|  | Eurypterus leopoldi       |
|  |                           |
|  | Eurypterus serratus       |
|  |                           |

|  | Eurypterus remipes   |
|  |                      |
|  | Eurypterus lacustris |
|  |                      |

|  | Eurypterus henningsmoeni      |
|  |                               |
|  | Eurypterus tetragonophthalmus |
|  |                               |

|  | Eurypterus remipes   |
|  |                      |
|  | Eurypterus lacustris |
|  |                      |

|  | Eurypterus henningsmoeni      |
|  |                               |
|  | Eurypterus tetragonophthalmus |
|  |                               |

|  | Eurypterus pittsfordensis |
|  |                           |
|  | Eurypterus leopoldi       |
|  |                           |
|  | Eurypterus serratus       |
|  |                           |

|  | Eurypterus remipes   |
|  |                      |
|  | Eurypterus lacustris |
|  |                      |

|  | Eurypterus henningsmoeni      |
|  |                               |
|  | Eurypterus tetragonophthalmus |
|  |                               |

|  | Eurypterus remipes   |
|  |                      |
|  | Eurypterus lacustris |
|  |                      |

|  | Eurypterus henningsmoeni      |
|  |                               |
|  | Eurypterus tetragonophthalmus |
|  |                               |

|  | Eurypterus pittsfordensis |
|  |                           |
|  | Eurypterus leopoldi       |
|  |                           |
|  | Eurypterus serratus       |
|  |                           |

|  | Eurypterus remipes   |
|  |                      |
|  | Eurypterus lacustris |
|  |                      |

|  | Eurypterus henningsmoeni      |
|  |                               |
|  | Eurypterus tetragonophthalmus |
|  |                               |

|  | Eurypterus remipes   |
|  |                      |
|  | Eurypterus lacustris |
|  |                      |

|  | Eurypterus henningsmoeni      |
|  |                               |
|  | Eurypterus tetragonophthalmus |
|  |                               |

|  | Eurypterus pittsfordensis |
|  |                           |
|  | Eurypterus leopoldi       |
|  |                           |
|  | Eurypterus serratus       |
|  |                           |

|  | Eurypterus remipes   |
|  |                      |
|  | Eurypterus lacustris |
|  |                      |

|  | Eurypterus henningsmoeni      |
|  |                               |
|  | Eurypterus tetragonophthalmus |
|  |                               |

|  | Eurypterus remipes   |
|  |                      |
|  | Eurypterus lacustris |
|  |                      |

|  | Eurypterus henningsmoeni      |
|  |                               |
|  | Eurypterus tetragonophthalmus |
|  |                               |